# Luca Edelhofer
Luca Edelhofer (* 10. března 2001) je rakouský fotbalista, který hraje za First Vienna FC 1894.

## Klubová kariéra
Svou kariéru začal v SC Bad Sauerbrunn. V září 2007 přestoupil do akademie Rapidu Vídeň. V březnu 2011 přestoupil do akademie Austrie Vídeň. Od sezóny 2018/19 byl hráčem B-týmu, zápas za něj ale neodehrál. V lednu 2020 byl poslán na hostování do SC Neusiedl am See. 
Od sezóny 2020/21 hraje za First Vienna FC 1894. 

## Reprezentační kariéra
V únoru 2016 odehrál 2 zápasy za reprezentaci do 15 let.